# فندق شيراتون دمشق
فندق سيفن جيتس دمشق هو فندق خمسة نجوم يقع وسط مدينة دمشق في سوريا في أول أوتستراد المزة، ويقع على بعد أمتار من ساحة الأمويين وكذلك أمتار من حديقة تشرين.
يتألف فندق سيفن جيتس دمشق من بناء يحتل موقعاً متميزاً واطلالات على ساحة الأمويين، يضم الفندق 400 غرفة ومجموعة اجنحة فندقية واجنحة ملكية وعدد من المطاعم ومقهى وبار وأماكن للسهر وقاعات للحفلات والمناسبات ومسبح مفتوح وقاعات.
أشتهر الفندق بحجزه من قبل منظمات الأمم المتحدة أثناء الحرب الأهلية السورية.